# قلعه ایموری‌یاما
قلعه ایموری‌یاما (به ژاپنی: 飯盛山城, Iimoriyama-jō) یک قلعه ژاپنی بود که در شیجوناواته، اوساکا، استان اوساکا، ژاپن قرار داشت. این قلعه به خاندان میوشی تعلق داشته‌است.